# Erbrée
 Erbrée  es una población y comuna francesa, situada en la región de Bretaña, departamento de Ille y Vilaine, en el distrito de Rennes y cantón de Vitré-Est.

## Demografía
| 1217 | 1197 | 1147 | 1323 | 1408 | 1498 |
| Para los censos de 1962 a 1999 la población legal corresponde a la población sin duplicidades (Fuente: INSEE [Consultar]) |      |      |      |      |      |